# Rap-Murr-Phobia (The Fear of Real Hip-Hop)
Albums de Keith Murray
He's Keith Murray
(2003) Intellectual Violence
(2008)
Singles
1. Nobody Do It Better
Sortie : 2007

Rap-Murr-Phobia (The Fear of Real Hip-Hop) est le cinquième album studio de Keith Murray, sorti le 31 juillet 2007.
L'album s'est classé 2e au Top Independent Albums, 7e au Top R&B/Hip-Hop Albums et 52e au Billboard 200.

## Liste des titres
| No  | Titre                                                      | Contient un (des) sample(s) de                                       | Durée |
| --- | ---------------------------------------------------------- | -------------------------------------------------------------------- | ----- |
| 1.  | Walk Up (Skit) (featuring Toneo Capone)                    |                                                                      | 0:30  |
| 2.  | Da Fuckery                                                 |                                                                      | 4:13  |
| 3.  | Weeble Wobble                                              |                                                                      | 3:58  |
| 4.  | Don't Fuck Wit Em (featuring Kell Vicious)                 |                                                                      | 3:36  |
| 5.  | I Love It When It Rains (Skit)                             |                                                                      | 0:51  |
| 6.  | U Ain't Nobody (featuring Redman et Erick Sermon)          |                                                                      | 3:48  |
| 7.  | Do                                                         |                                                                      | 3:57  |
| 8.  | Nobody Do It Better (featuring Junior et Tyrese)           | Oooh This Love Is So d'Al B. Sure! Dreaming About You des Blackbyrds | 4:00  |
| 9.  | Hustle On                                                  | We'll Get Over It de Lloyd Parks                                     | 3:18  |
| 10. | Whatmakeaniggathinkdat (featuring Lil' Jamal)              |                                                                      | 3:47  |
| 11. | What It Is (featuring 50 Grand et Method Man)              |                                                                      | 3:16  |
| 12. | We Ridin' (featuring L.O.D.)                               |                                                                      | 5:00  |
| 13. | Da Beef Murray Show (Skit) (featuring Baggy Bones et Taya) |                                                                      | 1:58  |
| 14. | Never Did Shit (featuring Unique)                          |                                                                      | 3:42  |
| 15. | Something Like a Model (featuring Junior)                  |                                                                      | 4:15  |
| 16. | Late Night (featuring Bosie, L.O.D., Ming Bolla et Ryze)   |                                                                      | 4:20  |